# Roberto De Zolt
Roberto De Zolt Ponte (ur. 23 stycznia 1970 w Belluno) – włoski biegacz narciarski, zawodnik klubu G.S. Fiamme Gialle.

## Kariera
Po raz pierwszy na arenie międzynarodowej pojawił się w 1989 roku, startując na mistrzostwach świata juniorów w Vang. Wywalczył tam brązowy medal dystansie 30 km, a w sztafecie był czwarty. Na rozgrywanych rok później mistrzostwach świata juniorów w Les Saisies zajął odpowiednio 24. miejsce i szóste miejsce.
W Pucharze Świata Roberto De Zolt zadebiutował 7 grudnia 1991 roku w Silver Star, zajmując 61. miejsce w biegu na 10 km techniką klasyczną. Pierwsze pucharowe punkty zdobył rok później - 18 grudnia 1992 roku w Val di Fiemme był dziesiąty na dystansie 30 km stylem dowolnym. W klasyfikacji generalnej najlepiej wypadł w sezonie 1992/1993, który ukończył na 57. pozycji. Startował także w zawodach cyklu FIS Marathon Cup, zajmując między innymi drugie miejsce w klasyfikacji generalnej sezonu 2001/2002 i trzecie w sezonie 2005/2006. Ośmiokrotnie stawał na podium, przy czym czterokrotnie zwyciężał: w 2002 i 2006 roku we francuskim Transjurassienne, w 2003 roku we włoskim La Sgambeda oraz w 2006 roku w amerykańskim American Birkebeiner.
Nigdy nie startował na igrzyskach olimpijskich ani mistrzostwach świata.

## Osiągnięcia

### Mistrzostwa świata juniorów
| Miejsce | Dzień    | Rok  | Miejscowość | Konkurencja           | Wynik     | Strata  | Zwycięzca      |
| ------- | -------- | ---- | ----------- | --------------------- | --------- | ------- | -------------- |
| 3.      | 16 marca | 1989 | Vang        | 30 km stylem dowolnym | 1:25:09,0 | +32,9   | Johann Mühlegg |
| 4.      | 19 marca | 1989 | Vang        | Sztafeta 4x10 km      | 1:55:56,0 | +2:08,0 | ZSRR           |
| 24.     | 28 marca | 1990 | Les Saisies | 30 km stylem dowolnym | 1:28:15,4 | +6:35,3 | Johann Mühlegg |
| 6.      | 31 marca | 1990 | Les Saisies | Sztafeta 4x10 km      | 2:00:31,0 | +2:47,5 | NRD            |

### Puchar Świata

#### Miejsca w klasyfikacji generalnej
- sezon 1992/1993: 57.
- sezon 1995/1996: 75.
- sezon 1998/1999: 98.
- sezon 2003/2004: 120.

#### Miejsca na podium
De Zolt nigdy nie stał na podium indywidualnych zawodów Pucharu Świata.

### FIS Marathon Cup

#### Miejsca w klasyfikacji generalnej
- sezon 2000/2001: 22.
- sezon 2001/2002: 2.
- sezon 2003/2004: 6.
- sezon 2004/2005: 11.
- sezon 2005/2006: 3.
- sezon 2006/2007: 18.
- sezon 2007/2008: 53.
- sezon 2009/2010: 98.
- sezon 2010/2011: 76.

#### Miejsca na podium
| Nr | Dzień      | Rok  | Zawody                | Dystans               | Czas biegu | Strata | Pozycja | Zwycięzca            |
| -- | ---------- | ---- | --------------------- | --------------------- | ---------- | ------ | ------- | -------------------- |
| 1. | 17 lutego  | 2002 | Transjurassienne      | 76 km stylem dowolnym | 2:11:15,8  | -      | 1.      | -                    |
| 2. | 10 marca   | 2003 | Engadin Skimarathon   | 42 km stylem dowolnym | 1:30:10,4  | +0,9   | 3.      | Juan Jesús Gutiérrez |
| 3. | 14 grudnia | 2003 | La Sgambeda           | 42 km stylem dowolnym | 1:31:13,9  | -      | 1.      | -                    |
| 4. | 24 lutego  | 2004 | American Birkebeiner  | 52 km stylem dowolnym | 2:11:09,8  | +0,9   | 3.      | Gianantonio Zanetel  |
| 5. | 12 grudnia | 2004 | La Sgambeda           | 42 km stylem dowolnym | 1:37:26,1  | +1,5   | 2.      | Gianantonio Zanetel  |
| 6. | 12 lutego  | 2006 | Transjurassienne      | 76 km stylem dowolnym | 3:17:36,0  | -      | 1.      | -                    |
| 7. | 25 lutego  | 2006 | American Birkenbeiner | 52 km stylem dowolnym | 2:08:56,0  | -      | 1.      | -                    |
| 8. | 12 marca   | 2006 | Engadin Skimarathon   | 42 km stylem dowolnym | 2:08:56,0  | +1,1   | 3.      | Michaił Botwinow     |